# Борисоглебский (дворец спорта)
Дворец спорта «Борисоглебский» — многофункциональный физкультурный комплекс в городе Раменское, Московской области. Открыт в феврале 2008 года. Основное направление деятельности — бадминтон.
Кроме того, во дворце возможно проведение сборов и тренировок по различным видам спорта (в том числе и для людей с ограниченными физическими возможностями), таких как: баскетбол, волейбол, гандбол, мини-футбол, бокс, боевое самбо, восточные единоборства, борьба, художественная гимнастика, спортивные танцы, стрельба из лука, арчери-биатлон, стритбол, шахматы, шашки и другие.

## Расположение
Дворец спорта расположен в центре города, на берегу Борисоглебского озера. Рядом находится больничный городок, бассейн и гостиничный комплекс на 250 мест для проживания спортсменов с оборудованной на улице баскетбольной и волейбольной площадкой, футбольный стадион «Сатурн», парковая зона.
Почтовый адрес: 140100, Московская обл., г. Раменское, ул. Махова, д. 18/1.

## Основные показатели

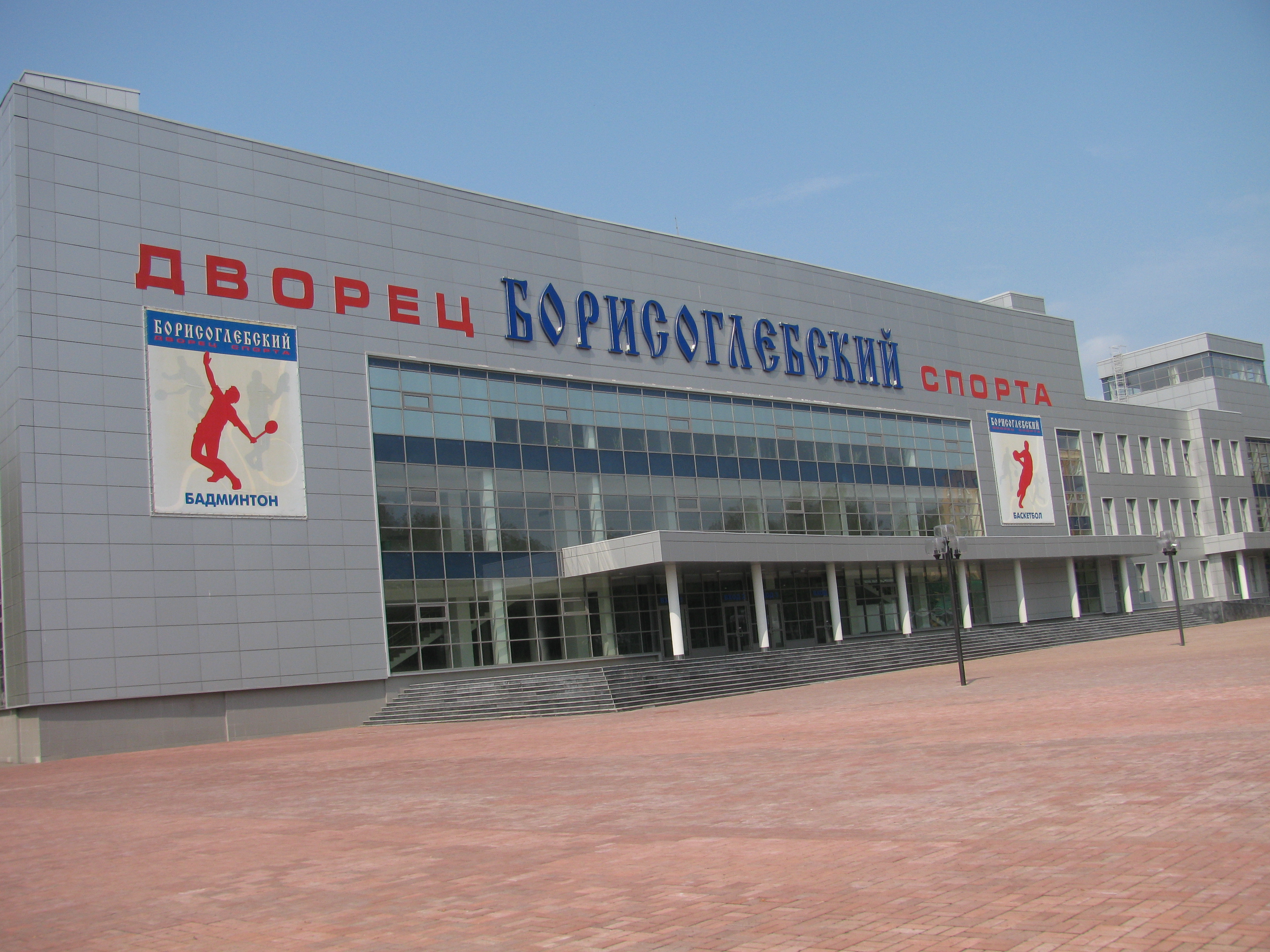
Фасад.

Дворец спорта оборудован по европейским стандартам и представляет собой двухкорпусное трёхэтажное здание общей площадью 12000 м². Во дворце имеется:
- игровой зал площадью 1286,7 кв. м. на 2500 зрительских мест,
- тренировочный зал — 679,9 кв. м.
- зал единоборств (также используется как тир для стрельбы из лука) — 264.6 кв. м.
- 14 комфортабельных раздевалок площадью от 40,2 кв. м. до 70,8 кв. м. с душевыми кабинами и сан. узлами на 25-50 человек
- 6 тренерскоих комнат
- помещение допинг-контроля — 34,9 кв. м.,
- конференц-зал (площадью 94,7 кв. м.) на 50-60 человек
- пресс-центр на 30 корреспондентов
- vip-зал на 30 персон с отдельным входом, лифтом, баром, комнатой отдыха.

В игровом зале расположено 2 универсальных электронных табло с видеоэкраном. Имеется возможность прямой трансляции соревнований из комментаторских и доступом в интернет с помощью wi-fi. В залах также имеются места для размещения рекламы. Прилегающая территория оборудована многоместной охраняемой автостоянкой.
Во время проведения спортивных мероприятий на территории дворца спорта постоянно дежурят: бригада скорой помощи, МЧС, службы чрезвычайных ситуаций, пожарные.